# Japansk eksilkesfjäril
Antheraea yamamai är en fjärilsart som beskrevs av Guérin-meneville 1861. Antheraea yamamai ingår i släktet Antheraea och familjen påfågelsspinnare. Inga underarter finns listade i Catalogue of Life.

## Bildgalleri

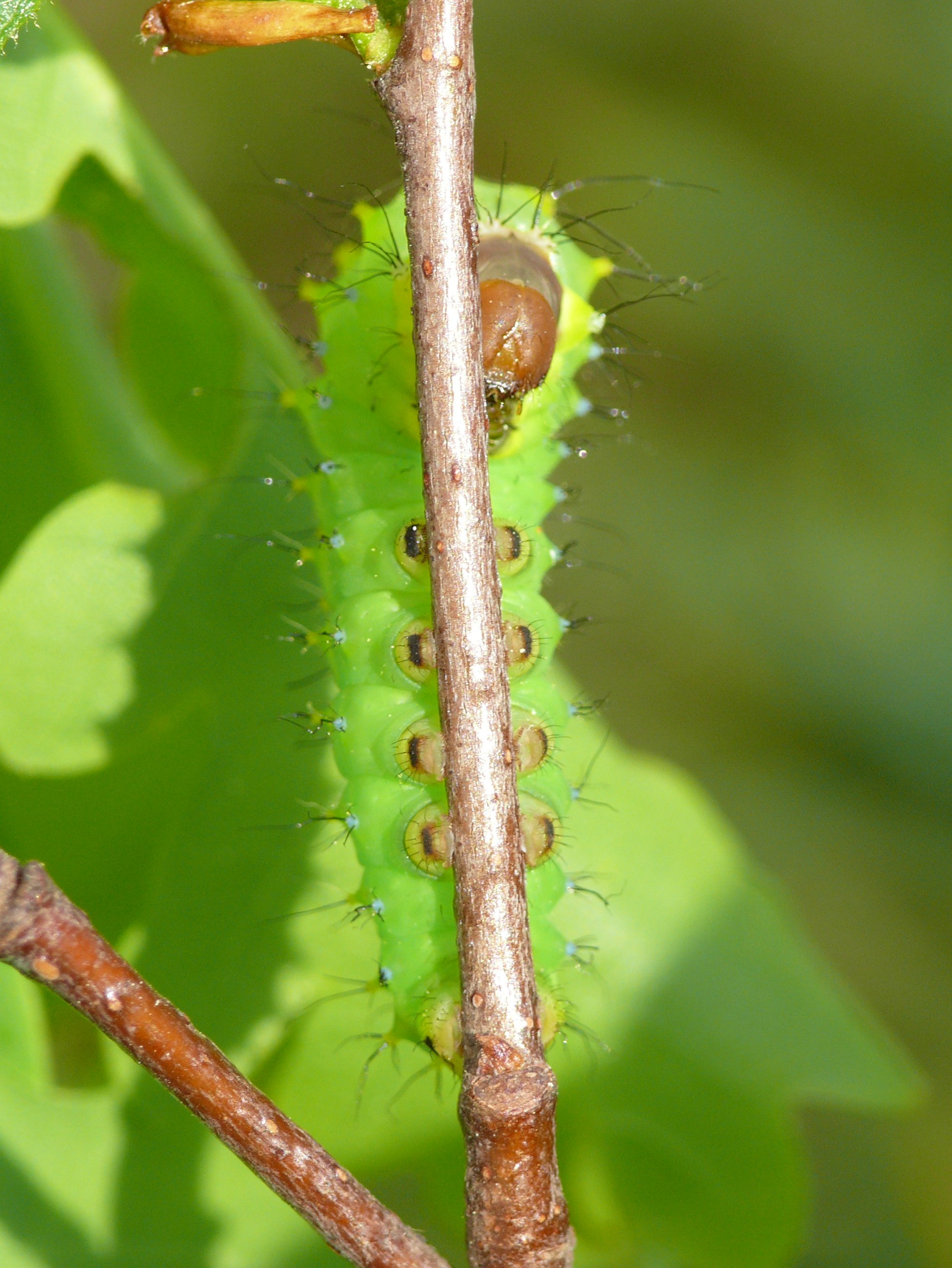
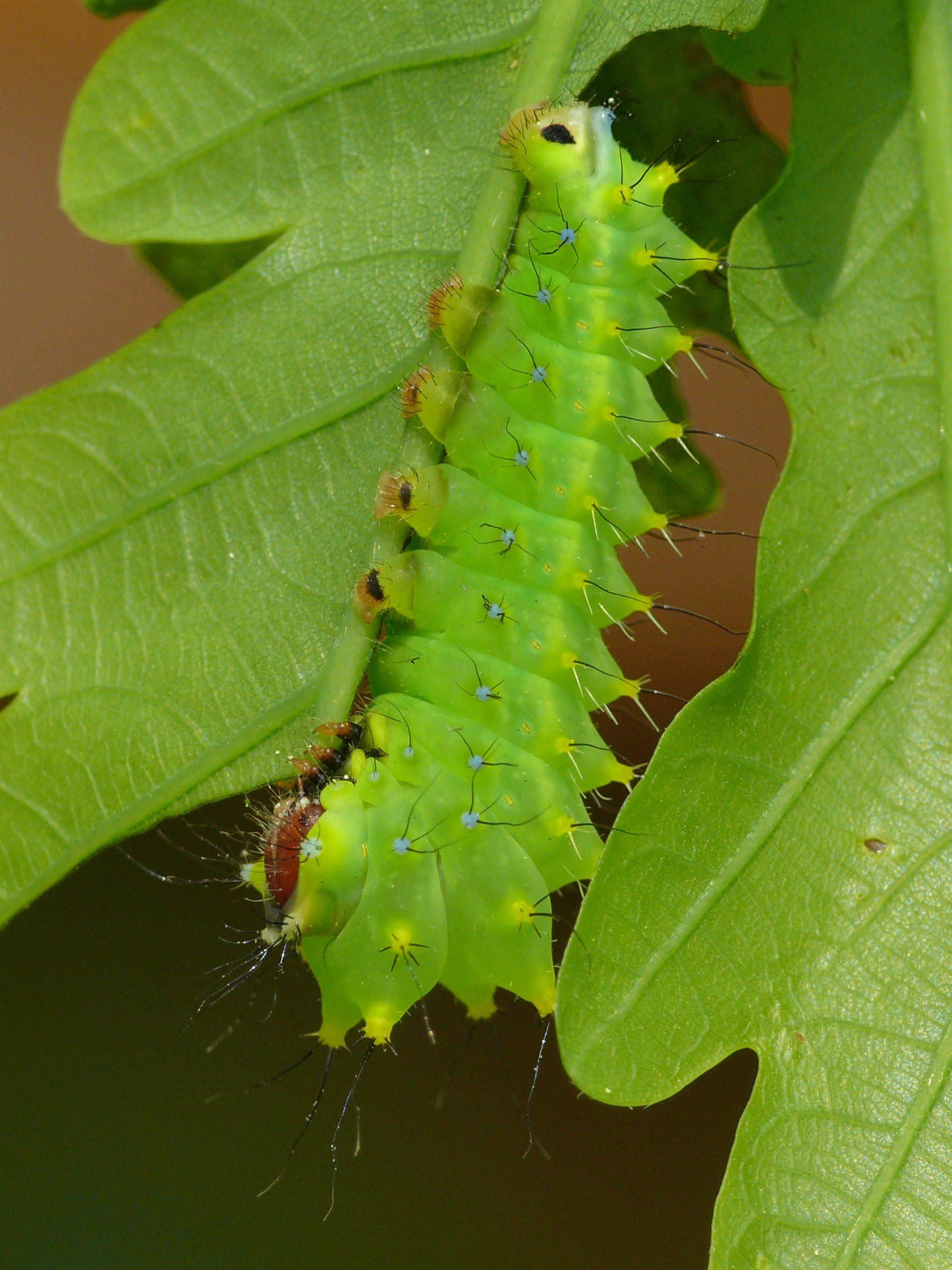
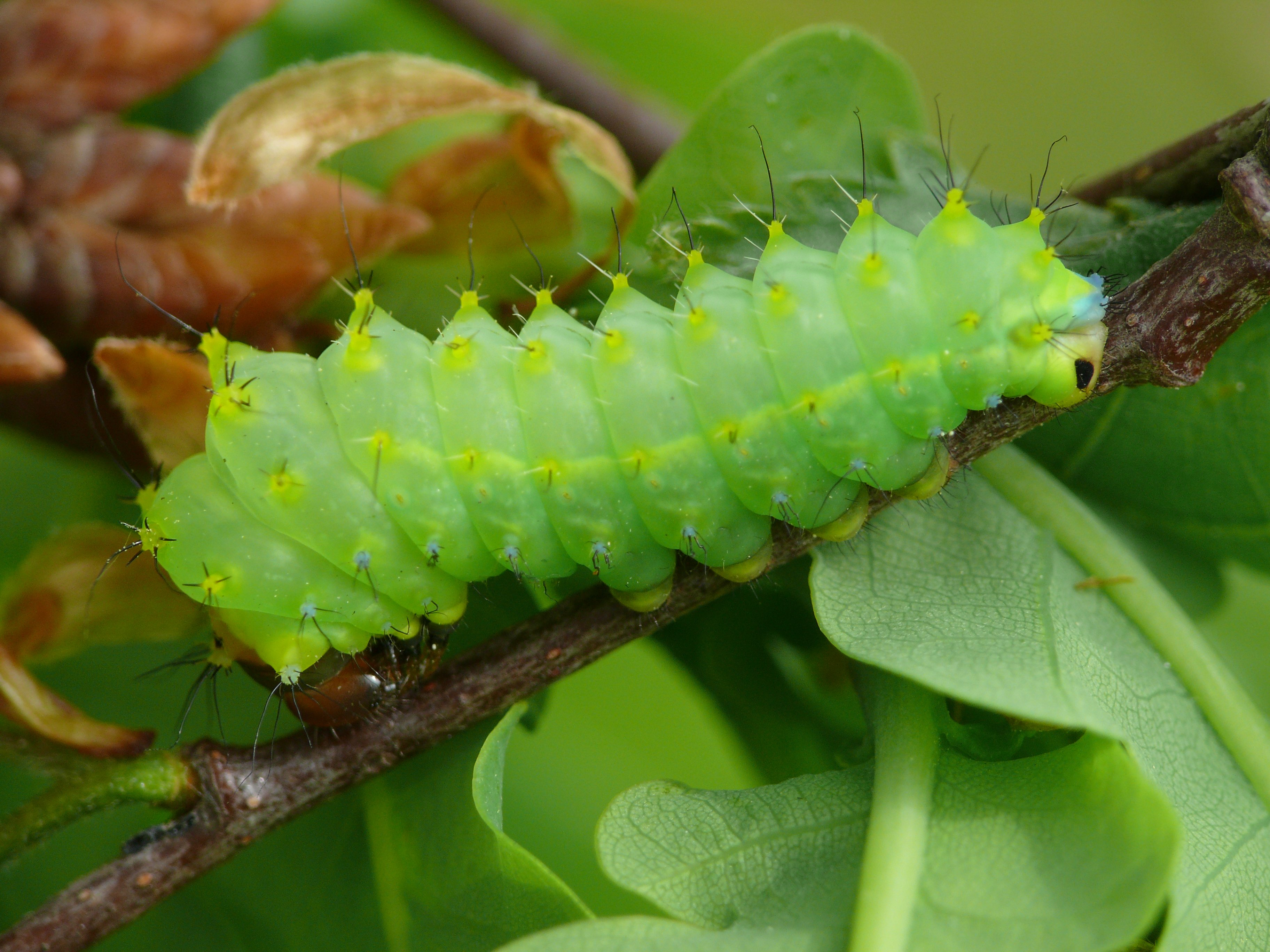
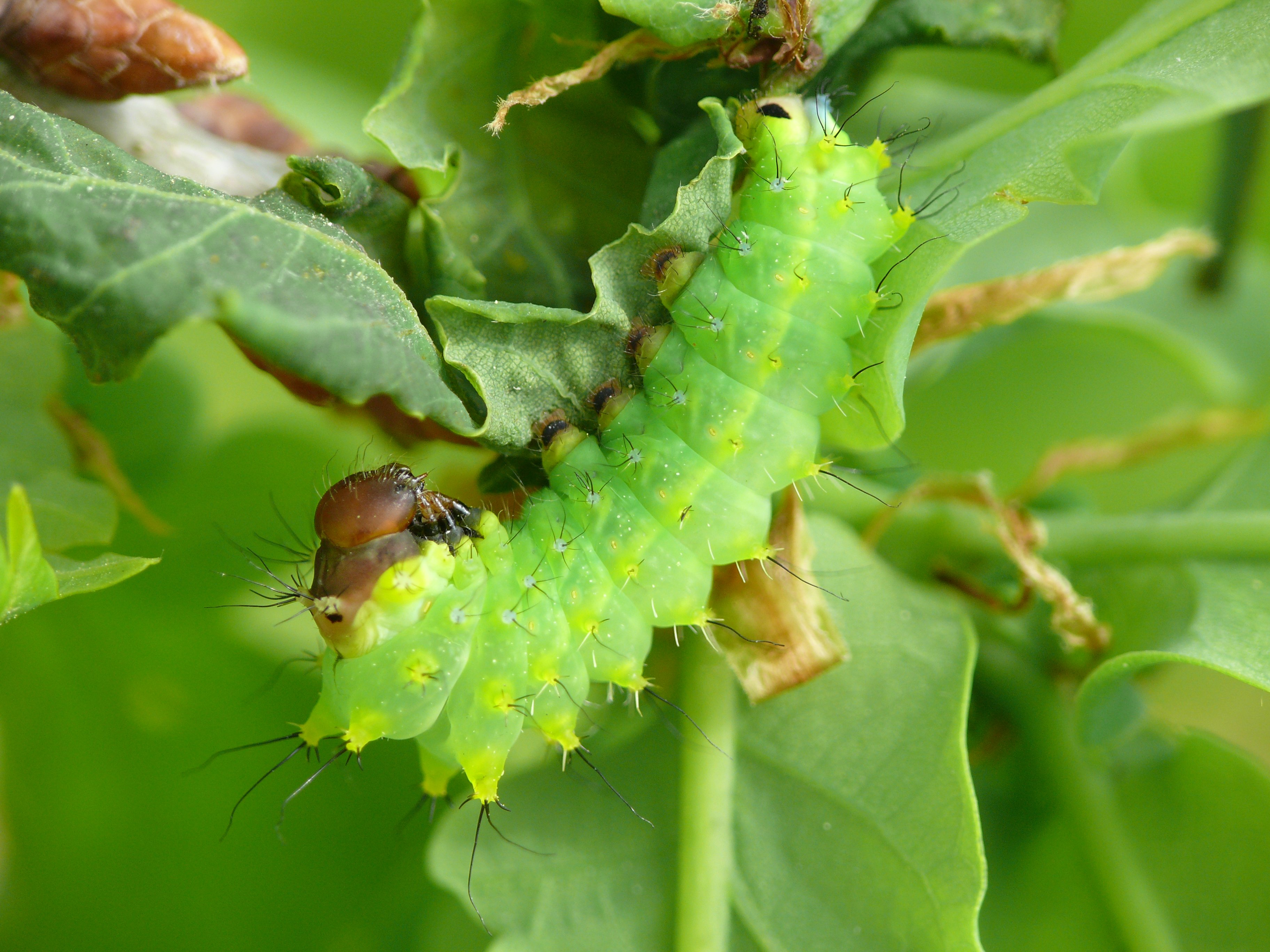
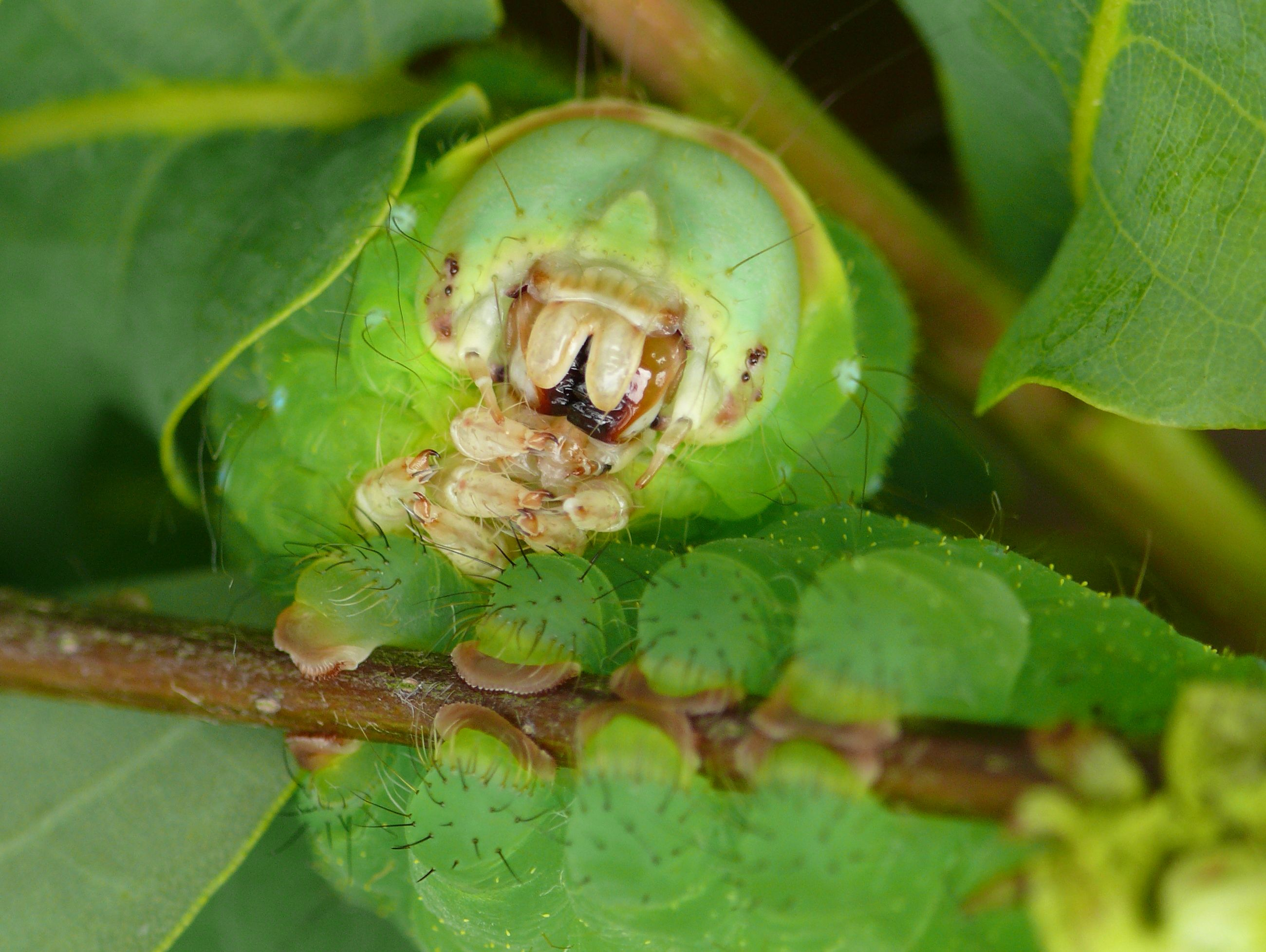
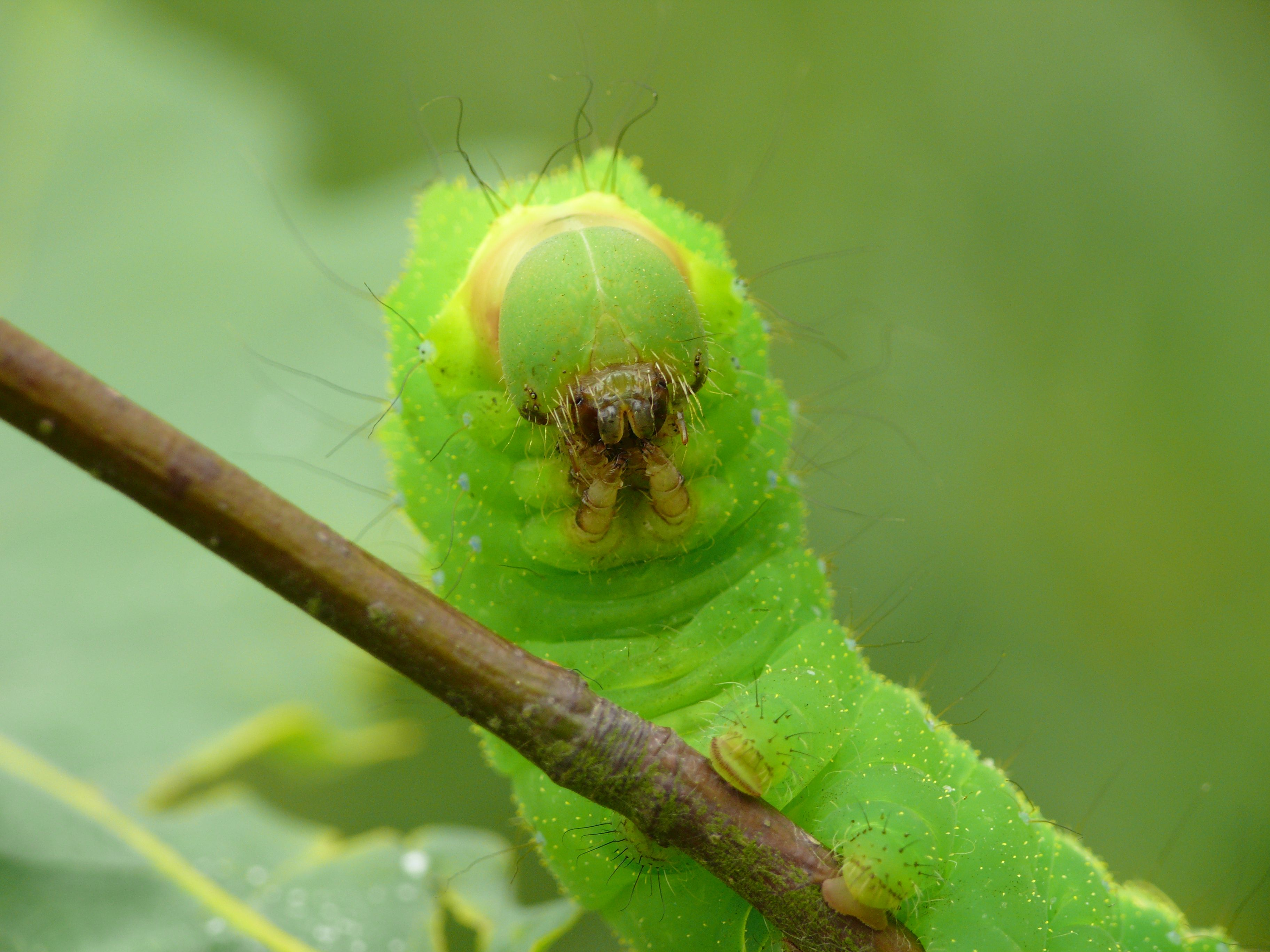